# 苗栗縣立三義高級中學
苗栗縣立三義高級中學（簡稱三義高中、義中），位於臺灣苗栗縣三義鄉，是由苗栗縣立三義國民中學改制而成的完全中學。三義高中為提供三義鄉、銅鑼鄉、西湖鄉國中畢業生就近入學的一所的社區高中，於2013年首度招生。

## 歷史沿革
- 1962年：成立苗栗縣立三義初級中學籌建委員會。
- 1963年：奉准設校，定名為苗栗縣立三義初級中學。
- 1968年：全國辦理九年義務教育，更名為苗栗縣立三義國民中學。
- 2011年：因應改制完全中學，成立苗栗縣立三義高級中學籌備處。
- 2013年：學制改制為完全中學，定名苗栗縣立三義高級中學，正式招收綜合高中部第一屆新生。
- 2016年：奉准增設餐飲管理科。
- 2024年：增設2班普通科，停辦綜合高中[1]。

## 歷任校長
| 任期 | 姓名       | 任職日期  | 離職日期  | 備註                                                     |
| ---- | ---------- | --------- | --------- | -------------------------------------------------------- |
| 1    | 楊朝熹先生 | 1963年3月 | 1973年8月 | 原苗栗縣立泰安國民中學校長轉任，調任苗栗縣立公館國民中學 |
| 2    | 何文鉁先生 | 1973年8月 | 1987年2月 | 原苗栗縣立泰安國民中學校長轉任，調任苗栗縣立公館國民中學 |
| 3    | 李玉村先生 | 1987年2月 | 1995年9月 | 原苗栗縣立啟新國民中學校長轉任，調任苗栗縣立文林國民中學 |
| 4    | 孫亦華先生 | 1995年9月 | 1998年3月 | 原苗栗縣立南和國民中學校長轉任，調任臺中縣立龍井國民中學 |
| 5    | 蘇國忠先生 | 1998年3月 | 2005年7月 | 原苗栗縣立鶴岡國民中學校長轉任，屆齡退休                 |
| 6    | 吳嘉彰先生 | 2005年3月 | 2008年7月 | 原苗栗縣立南和國民中學校長轉任，屆齡退休                 |
| 7    | 吳忠道先生 | 2008年8月 | 2021年7月 | 原苗栗縣教育局課程督學轉任，調任苗栗縣立頭屋國民中學     |
| 8    | 李萬源先生 | 2021年8月 | 現任      | 原苗栗縣立明仁國民中學校長轉任                           |

## 班級

### 國中部
學區：三義鄉全鄉

### 高中部
- 普通科
- 餐飲管理科
- 多媒體設計科

## 外部連結
- 苗栗縣立三義高級中學 （页面存档备份，存于）